# Gnesta köping
Gnesta köping var en tidigare kommun i Södermanlands län.

## Administrativ historik
13 augusti 1883 bildades i Frustuna landskommun Gnesta municipalsamhälle. 1952 uppgick denna landskommunen med municipalsamhället i Gnesta landskommun dit även Kattnäs landskommun fördes. 1955 ombildades Gnesta landskommunen med municipalsamhället till Gnesta köping. Vid kommunreformen 1971 ombildades köpingen till Gnesta kommun. 1974 uppgick köpingen i den nybildade Nyköpings kommun. Området bröts 1992 ut och blev en del av Gnesta kommun.
Köpingen tillhörde till 1959 Frustuna och Kattnäs församlingar och från 1959 Frustuna-Kattnäs församling.

## Kommunvapen
1957 fastställdes vapnet för Gnesta köping. Detta kom dock inte att tas över av den blivande kommunen.

## Geografi
Efter nymätningar och arealberäkningar färdiga den 1 januari 1961 omfattade köpingen samma datum en areal av 129,79 km², varav 111,02 km² land.

### Tätorter i köpingen 1960
I Gnesta köping fanns tätorten Gnesta, som hade 2 269 invånare den 1 november 1960. Tätortsgraden i köpingen var då 71,6 procent.

## Politik

### Mandatfördelning i Gnesta köping, valen 1958-1966
| 14 | 5 | 5 | 6 |

| 24 | 6 |

| 15 | 6 | 5 | 4 |

| 22 | 8 |

| 14 | 6 | 6 | 4 |

| 22 | 8 |

### Mandatfördelning i Gnesta kommun, valet 1970
| 17 | 7 | 4 | 3 |

| 23 | 8 |